# Vaux-Marquenneville
Vaux-Marquenneville é uma comuna francesa na região administrativa de Altos da França, no departamento de Somme. Estende-se por uma área de 3.97 km². Em 2010 a comuna tinha 86 habitantes (densidade: 21,7 hab./km²).